# Corinto (El Salvador)
Corinto é um município localizado no departamento de Morazán, em El Salvador.